# ナタル (フリゲート)
ナタル (HMSAS Natal) は南アフリカ海軍のフリゲート。ロック級。

## 艦歴
スワン・ハンター＆ウィガム リチャードソン社のウォールセンドの造船所で建造。1943年10月18日起工、1944年6月19日進水。1945年3月1日就役。当初は「ロック・クリー」 (HMS Loch Cree) と命名されていたが、艤装中に南アフリカに引き渡され「ナタル」と改名された。3月14日、慣熟訓練のためトバモーリへ向かう途中で「ナタル」はドイツ潜水艦「U714」を撃沈した。これは「ナタル」が造船所を出てからわずか4時間後のことであった。「ナタル」はウェスタンアプローチ管区の第8護衛グループに編入された。4月26日、別のUボートと遭遇したが、装備の不具合のため攻撃は失敗した。熱帯での任務用の改修を受けると、「ナタル」は同型艦の「グッド・ホープ」とともに元捕虜29名を乗せ1945年6月6日に南アフリカへ向け出航した。6月30日にテーブル湾に到着。「ナタル」はさらにダーバンへと向かった。
対日戦に備え8月20日に出発する前に「ナタル」の対空兵装は大幅に増強された。9月から10月はマレー半島やシンガポール周辺で船団護衛に従事し、それから軽巡洋艦「ナイジェリア」に代わってサバンの警備艦となった。数週間そこで過ごした後本国への帰還命令が出され、10月23日に出航した。1945年11月から1946年3月にかけて「ナタル」と「グッド・ホープ」、「トランスヴァール」はエジプトから兵員700名を復員させ、1947年には南アフリカを訪れたジョージ6世の乗る戦艦「ヴァンガード」を護衛した。同年末、プリンス・エドワード諸島の併合に参加。1948年8月から9月には同型艦3隻はポルトガル領西アフリカやベルギー領コンゴを訪れた。「ナタル」は1953年にサイモンズタウンで予備役となった。
1956年9月からサイモンズタウン工廠で水路調査船への改装が開始され、1957年10月25日に完了。「ナタル」は1957年から1958年の国際地球観測年への貢献の一環として南緯54度までの航海を行い、1962年4月から1963年2月の間には国際インド洋調査 (International Indian Ocean Expedition) の一環として11回の巡航を行った。また、1968年7月13日に悪天候で難破したギリシャのタンカー「ワールド・グローリー」の生存者捜索を支援した。旧式化したため1972年3月15日に退役。9月19日に喜望峰沖で標的としてフリゲート「プレジデント・ステイン」からの砲撃と南アフリカ空軍のアブロ シャクルトン哨戒機から投下された爆雷によって沈められた。